# Brigstock
Brigstock is een civil parish in het bestuurlijke gebied East Northamptonshire, in het Engelse graafschap Northamptonshire met 1357 inwoners.